# 到遠方
〈到遠方〉（日语：／ Tooku Made）是日本音樂組合B'z的主唱稻葉浩志的歌曲。於1998年12月16日作為第1張單曲由Rooms RECORDS發行。

## 概要
- 稻葉浩志的首張SOLO單曲。
- 唱片封面寫真於九十九里濱拍攝。
- 作品流派承襲了去年發售的專輯『マグマ』。收錄於專輯『志庵』中的「LOVE LETTER」是本時期的樂曲。
- 「遠くまで」雖為標題曲，但根據稻葉表示「感覺上是三A面[原文 1]」。似乎在抉擇標題曲時十分猶豫不決，甚至到做出了這樣的發言「（因為決定標題曲實在太困難了，所以）已經快要不想再做單曲[原文 2]」。此時的經驗導致後來產生了「KI」的形式。
- 3首歌曲皆未收錄於專輯中。但「遠くまで」被收錄於合輯『BEST HIT BEING（日语：BEST HIT BEING）』、「CHAIN」被收錄於合輯『It's TV SHOW!!』。
- 3首歌曲皆製作了影片剪輯。
  - 「遠くまで」是反映了稻葉本人的概念，設定為在草木茂盛的森林中，由稻葉本人以穿梭般的姿勢前進，變化為朝著紐約市步行的模樣，攝影技巧改以將稻葉作為中心做畫圓運動，逐漸稻葉周圍的紐約市民，變化成吸血鬼及動物等模樣凝視著稻葉。以一邊注意著周遭一邊生存，這樣的歌詞內容為形象拍攝成影像。
  - 「CHAIN」為單色影像，收錄了在建築物門前及有孩子們在遊玩的公園鞦韆前等，稻葉手持有線麥克風歌唱的模樣。
  - 「Not Too Late」將稻葉身穿黑色外套，直立不動歌唱的模樣，與身穿白色毛衣，佇立在海浪前的模樣，採用交替收錄。
- 關於這張作品，稻葉本人在1999年1月的『NO.』上留言表示「想成為一張不論經過幾年，皆能讓人長期享受的作品[原文 3]」。

## 收錄曲
1. （到遠方）(4:56)
上電視披露，僅有在1998年12月25日播放的『MUSIC STATION SPECIAL SUPERLIVE 98』上首次作為SOLO名義出演時，與在1998年年末播放的『NO.スペシャル（日语：NO.）』第2節目上。
在所有SOLO巡演上皆有演奏，但在『Koshi Inaba LIVE 2014 〜en-ball〜』上的演奏，可在「Saturday」的PV中得知原先是預訂作為每日替換的曲目。
在演唱會上，結尾絕大多數會做拉長音的呼喊。
2. (3:37)
雖然在本CD中音調為G大調，但在『Koshi Inaba LIVE 2004 〜en〜』上被演奏為降低了1個音的F大調。在『Koshi Inaba LIVE 2014 〜en-ball〜』之後，皆照CD的原曲音調演奏。
在『Koshi Inaba LIVE 2016 〜enIII〜』上，被作為每日替換的最後一首曲目演奏。
3. (4:26)
是一首與「遠くまで」同樣使用了弦樂器的樂曲，原先似乎是打算將這首歌作為標題曲而製作的，但最後安置在了曲目3這樣的位置。
本張單曲中唯一的演唱會未演奏曲。

## 製作人員
- 稻葉浩志：主唱、全曲作詞・作曲・編曲
- 寺島良一：吉他、編曲
- 野村昌之（日语：野村昌之）：音訊工程師
- 池田大介（日语：池田大介 (編曲家)）：弦樂器編曲
- 黑瀨蛙一：爵士鼓
- 宇田川博史：貝斯
- 小野塚晃（日语：小野塚晃）：鍵盤
- 松野弘明：小提琴
- 江口有香：小提琴
- 篠崎友美：中提琴
- 千本博愛：大提琴

## 商業搭配
- TBS系『王様のブランチ（日语：王様のブランチ）』片尾曲（#1）
- 朝日電視台系『Super J Channel（日语：スーパーJチャンネル）』片尾曲（#1）
- TBS系『SUPER SOCCER（日语：スーパーサッカー (TBSのサッカー番組)）』主題曲（#2）
- 第78屆全國高等學校橄欖球大會（日语：第78回全国高等学校ラグビーフットボール大会）主題曲（#3）

## 收錄專輯
- 合輯『It's TV SHOW!!』（#2）
- 合輯『BEST HIT BEING（日语：BEST HIT BEING）』（#1）